# Qui vol el panglòs?
Qui vol el panglòs? és una novel·la curta de ciència-ficció d'Antoni Olivé, professor d'informàtica de la Universitat Politècnica de Catalunya, escrita l'any 1990 i ambientada a l'any 2038. La novel·la descriu l'impacte que podria tenir, en la societat catalana de l'època, un aparell acabat d'inventar anomenat panglòs. L'aparell d'ús personal descrit a la novel·la permet traduir automàticament a qualsevol llengua les paraules pronunciades per qui el porta, mantenint la mateixa veu, i alhora tradueix automàticament a la seva llengua totes les paraules que escolta, siguin de la llengua que siguin. El nom del programa Panglòs (Servei de Llengües i Terminologia de la UPC, Pla de llengües UPC 2010-2020) es va posar el 1997 pel nom de la novel·la

## Argument

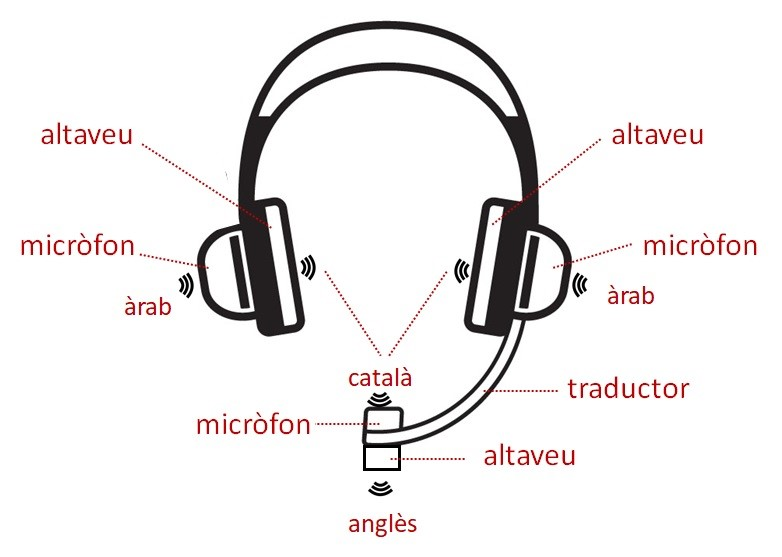
Èl panglòs descrit a la novel·la

En Jordi és un professor d'electroacústica que ha inventat el panglòs, i demana al seu departament permís per utilitzar-lo a les seves classes universitàries. En principi, les classes les hauria de fer en anglès, però ell preferiria fer-les en llengua catalana, que domina millor perquè és la seva llengua materna. En Jordi demana permís per fer les classes en català, amb el benentès que els alumnes que volguessin podrien disposar d'un panglòs. Els alumnes que no entenguessin el català podrien usar aquest aparell per a traduir a la seva llengua les explicacions del professor i per traduir al català les seves preguntes o intervencions a les classes.
Tanmateix, en Jordi no ha previst l'enorme debat que provocarà l'ús de l'invent, no només a la universitat, sinó a tota la comunitat de parla catalana. La finalitat principal de la novel·la és presentar algunes situacions lingüístiques possibles i assenyalar algunes conseqüències que podria comportar l'ús del panglòs.

## Sociolingüística
En aquesta novel·la, de ciència-ficció, l'autor reflexiona sobre l'impacte que un traductor automàtic portàtil com el panglòs podria tenir en els usos lingüístics en una Catalunya en fràgil equilibri lingüístic entre el català, el castellà, l'anglès i l'àrab. S'hi descriuen algunes situacions que porten a reflexionar sobre com afectaria el panglòs al català, qui voldria utilitzar-lo, qui voldria que no s'usés, i si llengua i identitat estan relacionades d'alguna manera, quina influència podria tenir sobre la identitat catalana.
En 2022, dins de la jornada organitzada per la Universitat Basca d'Estiu (UEU), al Badalab d'Errenteria, els organitzadors van traslladar les idees centrals del llibre a la realitat econòmica, sociolingüística i fictícia del País Basc, amb l'objectiu d'analitzar el tema de manera comunitària i repensar especulativament.

## Traduccions
- «¿Quién necesita el panglós?». A: Premio UPC 1992 novela corta de ciencia ficción (en castellà).  Barcelona: Ediciones B, 1993. ISBN 9788440636102.

## Premis
- 1992: Menció del Premi Ciència Ficció  que organitza el Consell Social de la Universitat Politècnica de Catalunya (UPC) (categoria de novel·la menor).[4]